# Katedrala u Salisburyju s livade
Katedrala u Salisburyju je jedan od ne tako brojnih motiva na kojima je John Constable (1776. – 1837.) radio tijekom cijele svoje karijere slikajući na licu mjesta (in situ). Naime, već do 1814. godine Constable je uglavnom slikao ulja na platnu slikajući izravno u prirodi, razvivši tako jedinstven način uživo bilježenja prirode uljenim skicama. Constanblea su izvorno inspirirali krajolici na slikama Thomasa Gainsborougha i nizozemskih majstora iz 17. stoljeća, ali ponajviše slike Claudea Lorrainea. No, Constable je krajolik slikao mnogo strastvenije od alegorijskog simbolizma nizozemskih slikara, ili klasicističkih vizija Claudea Lorrainea. Njegovo slikarstvo je prepuno romantičarskih emocija koje izviru iz njegovih osobnih nedaća i stanja.
„Salisburška katedrala s livade”, naslikana od 1829. – 34. god., je neobično tamna i depresivna slika, nastala u duhu financijske neuspješnosti slikara i netom nakon smrti njegove supruge. Constableov izvorni empirijski pristup ovom motivu je naposljetku podlegao subjektivnoj poetici prikaza Naime, na slici je ostvarena strastvena drama drveća, vode i neba snažnim „bičevanjem“ kista, pa čak i špartlicom, kako bi se ostvario snažan kontrast svjetla i tame. Na lijevoj strani slike dominira golemo stablo, simbol života, dok se na drugoj može vidjeti grobnica kao simbol smrti. Usred te borbe života i smrti stoji jedini čvrsti element kompozicije i simbol nade i uskrsnuća, toranj Salisburške katedrale.
Kad je prvi put izložena 1831. godine, Constable je uz nju stavio nekoliko stihova romantičarske poeme „Godišnja doba“ Jamesa Thomsona u kojoj se slavi seoski život, a duga simbolizira nadu poslije smrti djevojke u rukama ljubavnika.

## Vanjske poveznice
- Nacionalna galerija u Londonu  Arhivirana inačica izvorne stranice od 12. travnja 2012. (Wayback Machine), podaci o slici (engl.)